# Verteidigungskräfte der Falklandinseln
Die Verteidigungskräfte der Falklandinseln (englisch: Falkland Islands Defence Force) sind ein aus Einheimischen bestehender militärischer Freiwilligenverband auf den Falklandinseln. Die Verteidigungskräfte kooperieren mit den militärischen Einheiten des Vereinigten Königreiches, die auf den Falklandinseln stationiert sind.

## Geschichte
Die Verteidigungskräfte wurden 1892 als Falkland Islands Volunteer Corps aufgestellt und wurden sowohl im Ersten als auch im Zweiten Weltkrieg mobilisiert.
Falkland-Krieg
Am 1. April 1982 wurden die Verteidigungskräfte der Falklandinseln zur Abwehr einer Invasion der Streitkräfte Argentiniens mobilisiert, die am nächsten Tag erfolgte und mit welcher der Falklandkrieg begann. Von den damals etwa 120 Angehörigen der Verteidigungskräfte kamen jedoch nur 32 dem Mobilmachungsbefehl nach. Die anderen waren zu weit über die Inseln disloziert. Am Morgen des 2. April 1982 befahl Sir Rex Hunt, damaliger Gouverneur der Falklandinseln, den Verteidigungskräften der Falklandinseln, sich den argentinischen Streitkräften zu ergeben.}

## Organisation und Finanzierung
Die Verteidigungskräfte sind als leichte Infanterie-Kompanie organisiert.
Der Kommandeur im Dienstgrad eines Majors sowie sein Stellvertreter im Dienstgrad eines Oberstabsfeldwebels (Sergeant Major) sind Berufssoldaten. Gemäß einer Vereinbarung mit dem britischen Verteidigungsministerium ist ein Feldwebel der Royal Marines als Ausbilder zu den Verteidigungskräften abkommandiert. Alle übrigen Soldaten der Verteidigungskräfte sind unbezahlte Freiwillige und leisten ihren Dienst nebenberuflich.
Die Verteidigungskräfte werden direkt durch die Regierung der Falklandinseln finanziert. Die jährlichen Kosten betragen etwa 500.000 Euro.